# Niederbronn-les-Bains
Niederbronn-les-Bains (deutsch Bad Niederbronn, früher nur Niederbronn) ist eine französische Gemeinde mit 4360 Einwohnern (Stand 1. Januar 2021) im Département Bas-Rhin in der Europäischen Gebietskörperschaft Elsass und in der Region Grand Est. Der Ort ist Teil des Regionalen Naturparks Nordvogesen.

## Geografie
Die Gemeinde liegt am Ostrand des Gebiets der in Frankreich so genannten Nordvogesen zur Rheinebene hin am Falkensteinerbach.

## Geschichte

### Antike

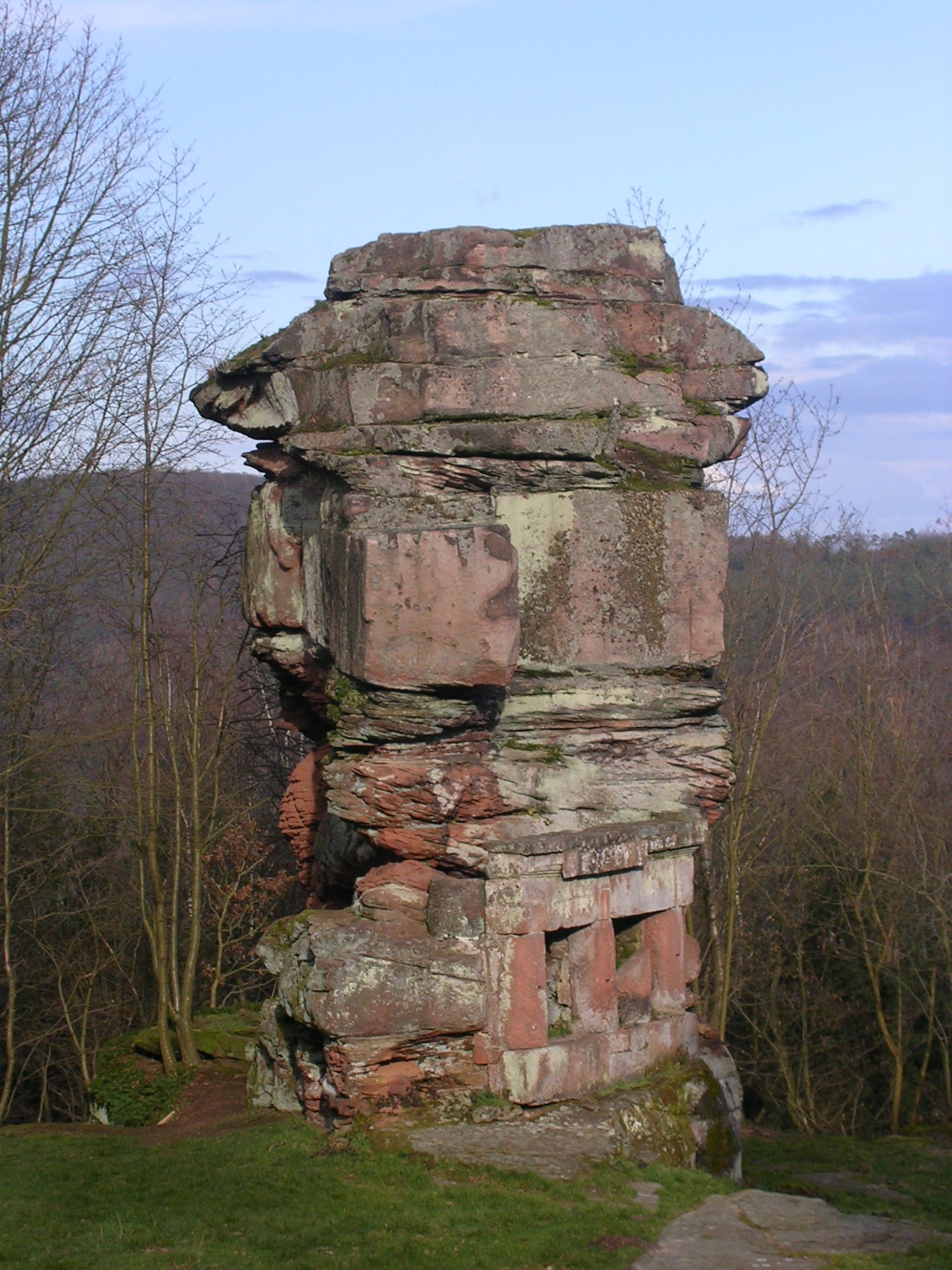
Römische specula in der Nähe der Ruine Wasenburg

Ein keltisches Oppidum befand sich auf dem Ziegenberg im Wintersbergmassiv.
Der Ort wurde 48 v. Chr. von den Römern gegründet, die die Heilkraft der Niederbronner Quellen entdeckten. Die ersten Nachweise römischer Badetätigkeit stammen aus dem Bereich des heutigen Casinos.
Die zahlreichen römische Funde ließen schon 1592 Dr. Helisäus Röslin erkennen, dass sich damals in Niederbronn eine größere Siedlung (Vicus) befand. Eine in einen Fels eingehauene Inschrift bezeugte schon früh die Existenz eines Merkur-Tempels, welcher 1936 archäologisch untersucht werden konnte. Diesen ließ Severinius Satullinus, ein Bürger der Civitas Tribocorum, errichten. Gemäß der Funde dürfte die Siedlung eine viereckige Struktur aufgewiesen haben und bestand etwa vom 1. bis zum 4. Jahrhundert. Im 5. Jahrhundert fiel die Siedlung den Unruhen der Völkerwanderungszeit zum Opfer. Der Friedhof befand sich außerhalb der Mauern, in der Nähe des heutigen Herrenbergs. Die bedeutendste Ausgrabung führte der Archäologe P. Prévost-Bouré in den Jahren 1991–1993 durch und untersuchte Teile der Therme.
In der näheren Umgebung des Dorfes befanden sich mehrere landwirtschaftliche Gutshöfe (Villa rustica). Der Gutshof in der Flur Frohret wurde 1852 bei den Ausgrabungen von Dr. Schnoeringer entdeckt. Im Bereich des Taegelsbuschs brachten Ausgrabungen die Hypokaustanlage einer Villa rustica ans Licht. Ebenso befanden sich ein Gutshof zwischen Oberbronn und Niederbronn (Kindwiller) sowie im Bereich Ebershoeltzel.

### Mittelalter
Niederbronn wurde 1331 von den Grafen von Ötingen, Landgrafen im Elsass, an die Herren von Ochsenstein verkauft, sowie einige Rechte dort ein Jahr später an die Herren von Lichtenberg. Insbesondere besaßen die Lichtenberger dort Gülten, die zu ihrer Burg Groß-Arnsberg gehörten und die örtliche Wasserburg. Dies begründete einen Dauerkonflikt um den Ort, bei dem letztendlich die Ochsensteiner die Oberhand behielten. 1335 wurde eine Landesteilung zwischen der mittleren und der jüngeren Linie des Hauses Lichtenberg durchgeführt. Die Wasserburg fiel dabei an Ludwig III. von Lichtenberg, der die jüngere Linie des Hauses begründete.
Der letzte Herr von Ochsenstein, Georg, starb 1485. Ihn beerbte seine Schwester Kunigunde, die Heinrich I. von Zweibrücken-Bitsch geheiratet hatte.

### Frühe Neuzeit
1570 kam es zu einem weiteren Erbfall, der die Herrschaft Ochsenstein – und damit auch Niederbronn – zur Grafschaft Hanau-Lichtenberg brachte: Graf Jakob von Zweibrücken-Bitsch (* 1510; † 1570) und sein schon 1540 verstorbener Bruder Simon V. Wecker hinterließen nur jeweils eine Tochter als Erbin. Die Tochter des Grafen Jakob, Margarethe (* 1540; † 1569), war mit Philipp V. von Hanau-Lichtenberg (* 1541; † 1599) verheiratet. Zu dem sich aus dieser Konstellation ergebenden Erbe zählte auch die Herrschaft Ochsenstein. Philipp V. von Hanau-Lichtenberg führte in den ererbten Gebieten sofort die Reformation durch, die wie sein übriges Herrschaftsgebiet nun lutherisch wurden. Im späten 16. Jahrhundert wurden die Heilquellen wiederentdeckt. Die Industriellenfamilie De Dietrich ist seit dem 18. Jahrhundert Besitzerin der Quellen

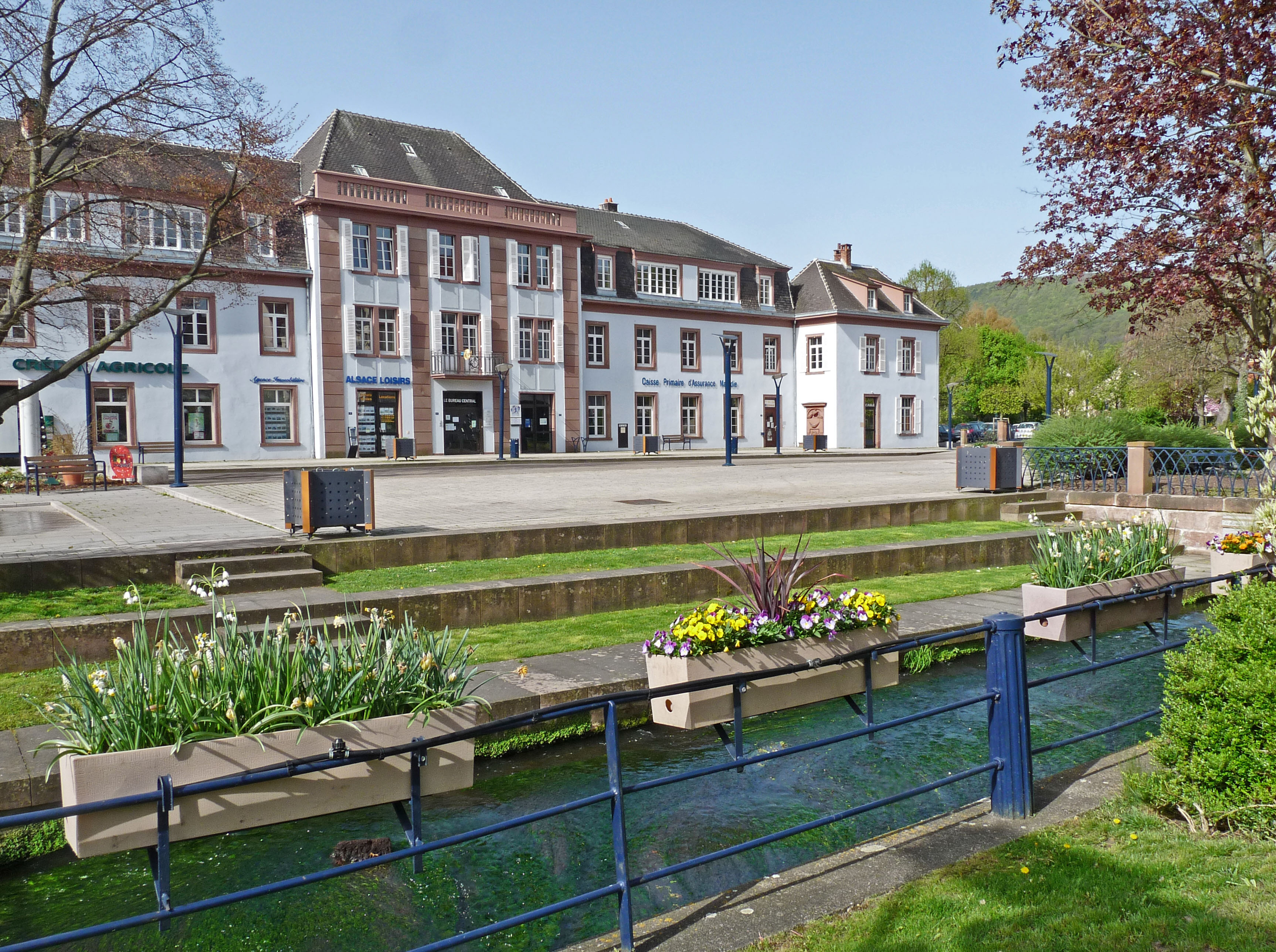
Verwaltung der Verbandsgemeinde, vorne der Falkensteinerbach

Mit der Reunionspolitik Frankreichs unter König Ludwig XIV. kamen die Herrschaft Ochsenstein und Niederbronn unter französische Oberhoheit. Nach dem Tod des letzten Hanauer Grafen, Johann Reinhard III., fiel das Erbe – und damit auch Niederbronn – 1736 an den Sohn seiner einzigen Tochter, Charlotte, den Erbprinzen und späteren Landgrafen Ludwig (IX.) von Hessen-Darmstadt. 1770 besuchte Johann Wolfgang von Goethe bei seiner Reise durch die Nordvogesen Niederbronn. In Dichtung und Wahrheit schrieb er „Hier in diesen von den Römern schon angelegten Bädern umspülte mich der Geist des Altertums, dessen ehrwürdige Trümmer in Resten von Basreliefs und Inschriften, Säulenknäufen und -Schäften mir aus Bauerhöfen, zwischen wirtschaftlichem Wust und Geräte, gar wundersam entgegenleuchteten.“

### Neuzeit

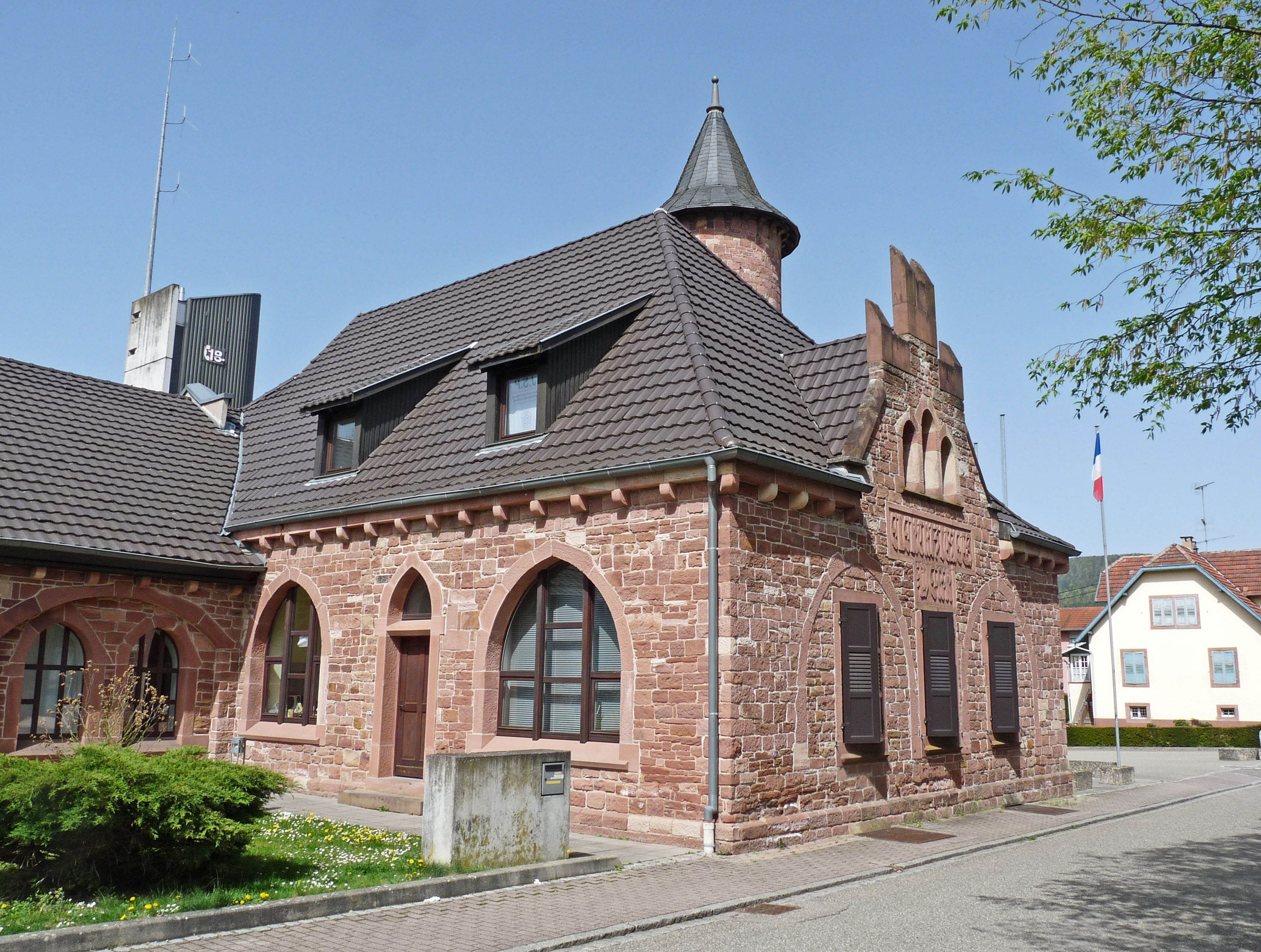
Altes Elektrizitätswerk

Mit dem durch die Französische Revolution begonnenen Umbruch wurde Niederbronn Bestandteil Frankreichs und in den folgenden Verwaltungsreformen aufgelöst.
Im 18. Jahrhundert wurde auch die Fonderie de Dietrich (Gießerei) gegründet, die heute noch unter anderen Besitzverhältnissen als Fonderie de Niederbronn besteht. Um 1900 war Niederbronn für einige Jahre auch Produktionsstandort von de Dietrich-Automobilen, zeitweilig unter Beteiligung von Ettore Bugatti, deren Produktion aber nach sechs Jahren 1904 wieder eingestellt wurde.
Aus Niederbronn-les-Bains kommen die Niederbronner Schwestern des hier 1849 gegründeten Ordens der Schwestern vom Göttlichen Erlöser, der heute seinen Sitz in Oberbronn hat.
Von 1871 bis 1919 gehörte Bad Niederbronn zum Reichsland Elsaß-Lothringen und somit zum Deutschen Kaiserreich. Von 1940 bis 1944 stand es nach deutscher Besetzung und Annexion kurze Zeit unter deutscher Zivilverwaltung. Die Synagoge von Niederbronn-les-Bains wurde verwüstet und geplündert und die im Ort verbliebenen Juden 1940 nach Südfrankreich deportiert. Neunzehn ehemalige Einwohner wurden Opfer der Endlösung.

### Bevölkerungsentwicklung
| Jahr                       | 1962 | 1968 | 1975 | 1982 | 1990 | 1999 | 2010 | 2019 |
| -------------------------- | ---- | ---- | ---- | ---- | ---- | ---- | ---- | ---- |
| Einwohner                  | 4074 | 4407 | 4461 | 4446 | 4372 | 4319 | 4366 | 4381 |
| Quellen: Cassini und INSEE |      |      |      |      |      |      |      |      |

## Wirtschaft und Fremdenverkehr
In Niederbronn-les-Bains ist das archäologische Museum der Nordvogesen (Maison de l'Archéologie des Vosges du Nord).
Auf der Kriegsgräberstätte Niederbronn sind 15.472 Gefallene bestattet – 95 Prozent von ihnen deutsche Soldaten, die übrigen Soldaten anderer Nationen und Zivilpersonen.
Direkt angrenzend zur Kriegsgräberstätte wurde 1993 das Centre Albert Schweitzer (heute Internationale Begegnungsstätte Albert Schweitzer des Volksbund Deutsche Kriegsgräberfürsorge) eröffnet.
Ausflugsziele in der Umgebung sind die Burgruine Wasenburg und der Aussichtsturm auf dem Großen Wintersberg.

### Kurbetrieb

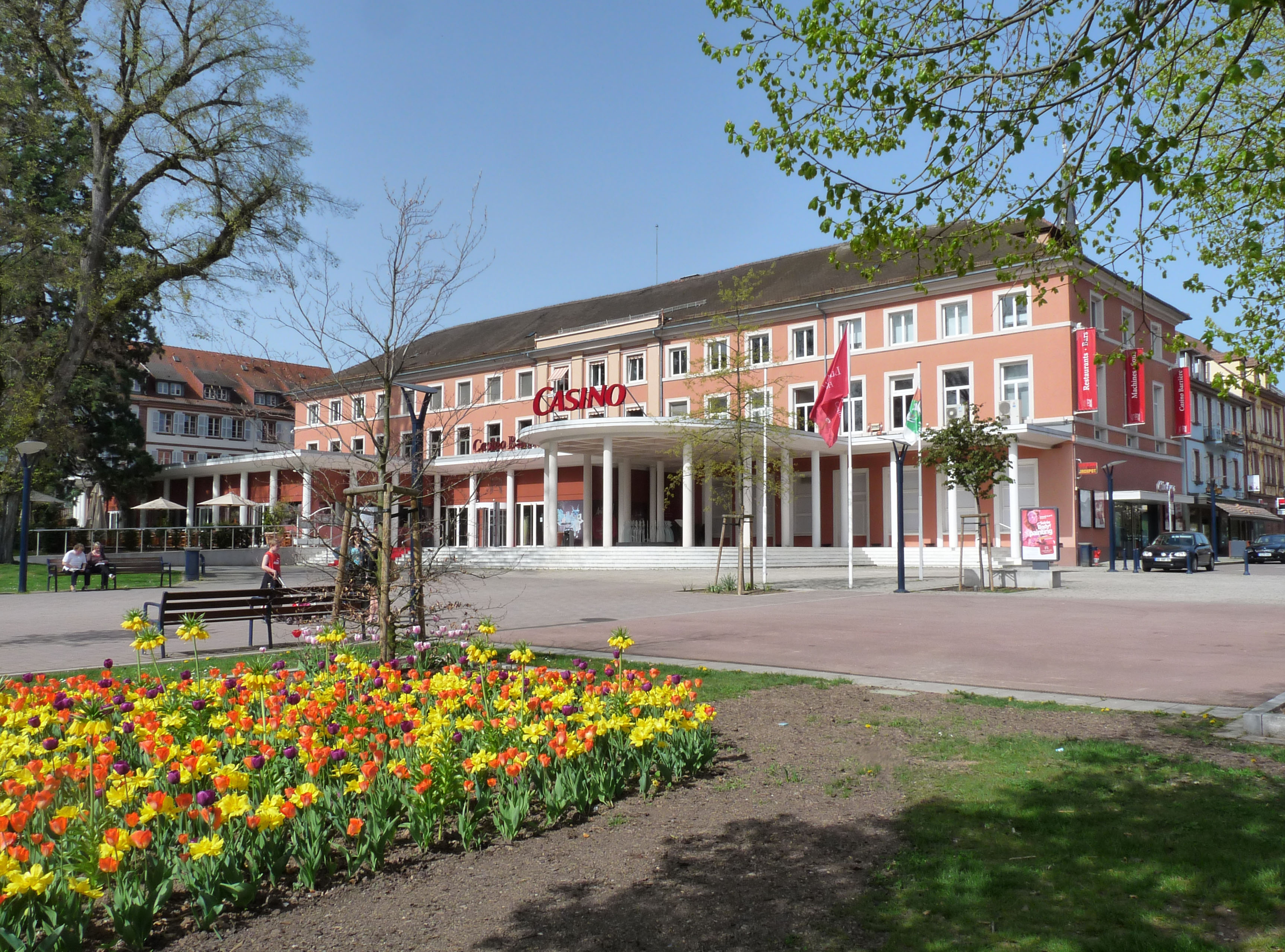
Kasino

Niederbronn-les-Bains hat zwei Heilquellen: die source romaine und die source celtique. Sie helfen vorwiegend bei rheumatischen und degenerativen Erkrankungen. Auch heute stehen Tourismus und Badebetrieb im Mittelpunkt der Wirtschaft von Niederbronn-les-Bains. Es gibt ferner ein Spielcasino. In der Saison 2018/2019 zählte das Kasino 158.445 Besucher (Spielumsatz 13,7 Millionen Euro).

Niederbronn als Kurbad begann 1787, als Baron de Dietrich die Oberherrschaft über Reichshoffen, Oberbronn und Niederbronn vom französischen König erwarb. Er ließ eine Linden-Promenade entlang des Falkensteinbachs anlegen und baute das Haus der Promenade, welches später das Kurzentrum (französisch Vauxhall) wurde. In der Französischen Revolution wurde der Baron guillotiniert und die Anlagen verfielen. Seine Witwe verkaufte den Besitz 1806 an die Gemeinde Niederbronn. Diese erneuerte das Kurhaus und legte einen englischen Garten an. 1830 wurde die Promenade du Herrenberg angelegt, die heute noch existiert. In den 1860er Jahren dirigierte Émile Waldteufel das Kurorchester.

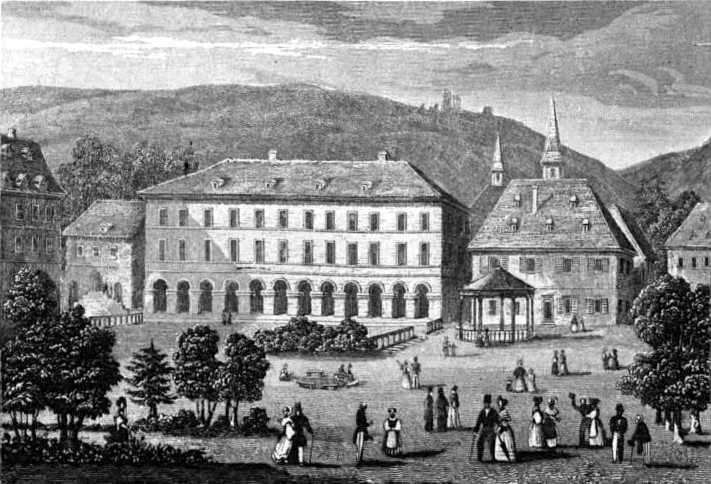
Kurpark 1838

 1864 wurde die Bahnlinie Haguenau-Niederbronn eröffnet, der Bahnhof in Niederbronn lag im Osten, beim heutigen Archäologischen Museum. Die Linie Niederbronn-Bitche wurde ein Jahr später eröffnet, der Bahnhof lag im Westen von Niederbronn, wo er sich heute noch befindet.  Die Passagiere wurden mit Kutschen zwischen den beiden Bahnhöfen transportiert. Schließlich wurde die Lücke geschlossen durch eine Bahnstrecke durch den Park. Die Reste des Parks existieren heute noch. 1892 eröffnete Charles Matthis sein Hotel in Niederbronn an der Südfront des Kurparks, heute Rue du Maréchal Leclerc am Casino, damals das erste Haus am Platz: 50 Zimmer mit Salons, Terrassen, einer Bibliothek und modernen Kureinrichtungen, damals ein Novum. Alle berühmten und reichen Gäste Niederbronns logierten hier. Antike Fundstücke aus römischer Zeit waren in den Salons und Gängen des Hotels ausgestellt. Nach dem Ersten Weltkrieg gingen die Besucherzahlen Niederbronns und auch dieses Hotels stark zurück. Heute beherbergt es ein Rehabilitationszentrum.

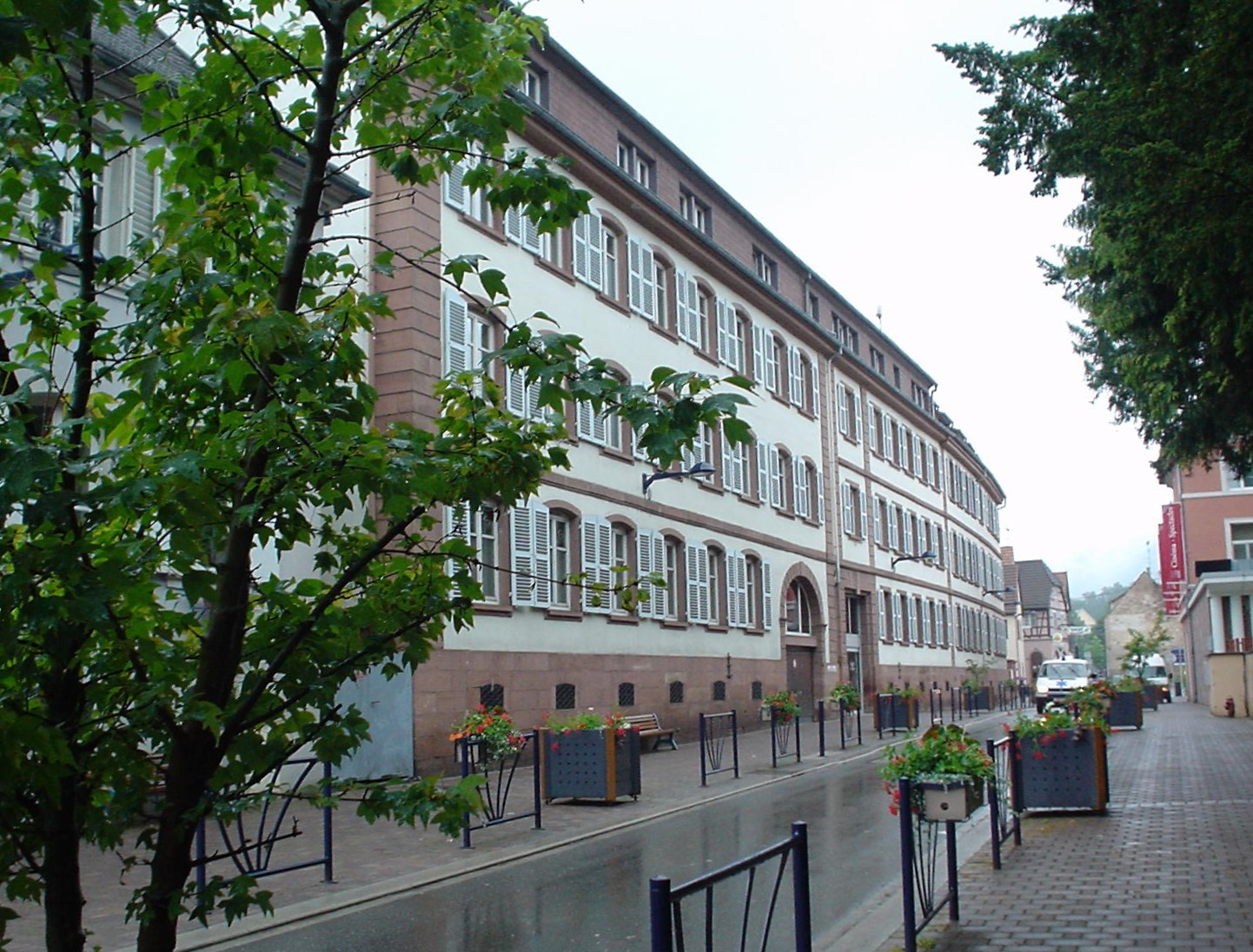
Ehemaliges Hotel Matthis

Nach der Annexion des Elsass 1871 blieben die französischen Gäste aus, die Deutschen besuchten lieber Baden-Baden oder andere Kurorte in Deutschland, der Kurbetrieb ging stark zurück. Nach dem Zweiten Weltkrieg waren viele Kurgebäude beschädigt, das mondäne Kurpublikum existierte nicht mehr. Niederbronn verlegte sich auf Kuren für Sozialversicherte.

### Fonderie de Niederbronn
Die Fonderie de Niederbronn (Gießerei von Niederbronn) wurde 1769 von der Familie De Dietrich gegründet, die in Jaegerthal und Umgebung ein Eisenwerk betrieb. Im 19. Jahrhundert wurden aus Gussstahl Töpfe, Öfen, Herde, Kriegsprojektile, Gasrohre und Maschinenteile produziert.

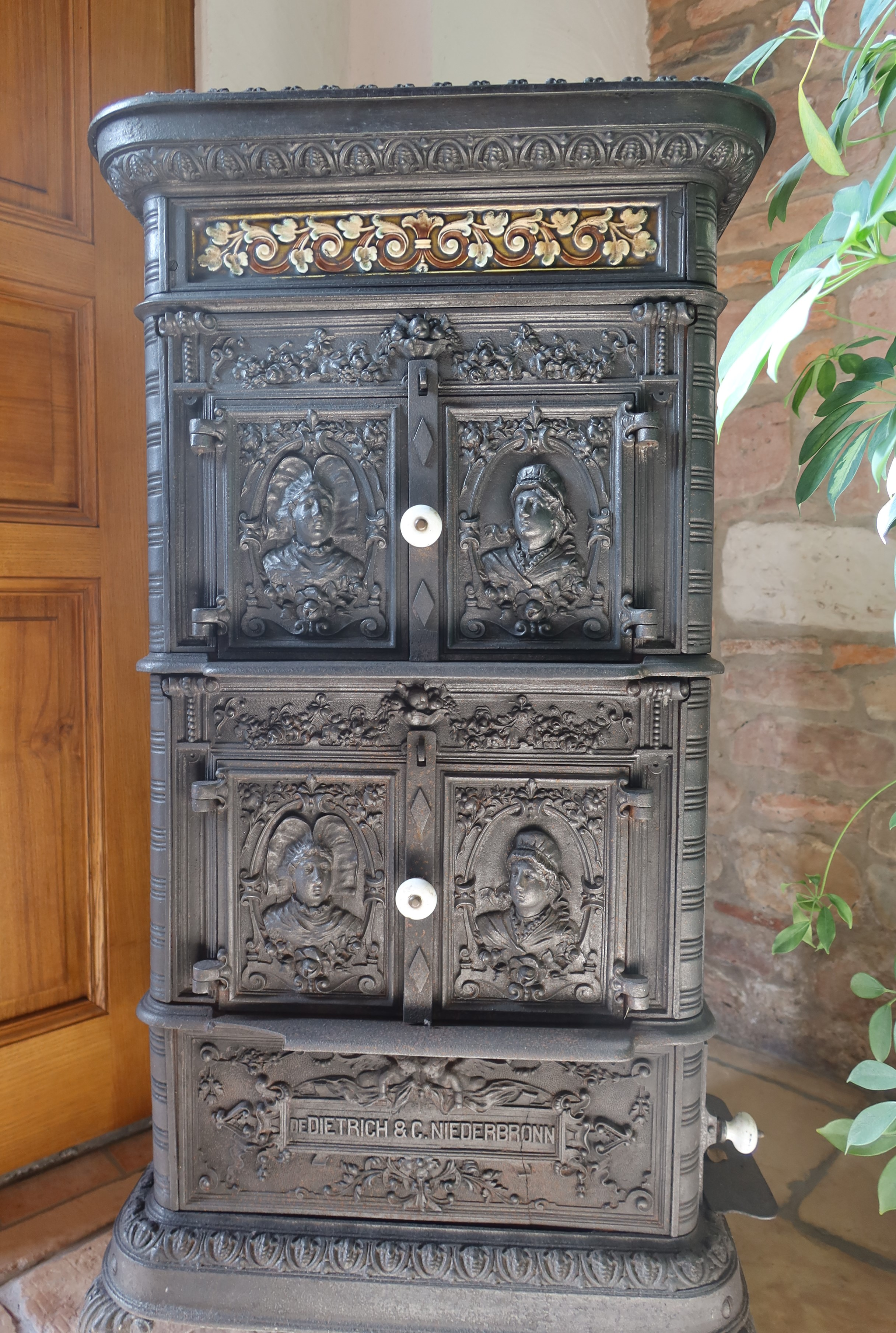
Vogesen Ofen De Dietrich 19. Jahrhundert

2004 wurde im Zuge der Umorganisation von De Dietrich der Geschäftszweig Küchen und Öfen aufgegeben und die Gießerei wurde an die niederländische Gesellschaft Remeha verkauft. Sie beschäftigte zu diesem Zeitpunkt 235 Angestellte. 2010 übernahm der amerikanische Investor Hugh Aiken die Firma. Bis 2013 ging der Anteil der Lieferungen an De Dietrich von 70 Prozent auf 40 Prozent zurück, die Firma investierte in neue Gussverfahren, die Angestelltenzahl ging auf 183 zurück. Nach einem Konkurs erfolgte 2017 eine weitere Reorganisation, es blieben 150 Arbeitsplätze erhalten. Mit der Marke Gooker für hochwertige holzbeheizte Gartengrills knüpft die Firma an ihre Tradition an.

### Das Mineralwasser Celtic
1966 beantragte die Gemeinde Niederbronn die Genehmigung, das Wasser der Celtic Quelle als staatlich anerkanntes Quellwasser fördern und vermarkten zu können. Nach der Erteilung wurde 1985 eine Gesellschaft zur Förderung, Abfüllung und Vertrieb des Wassers gegründet. 

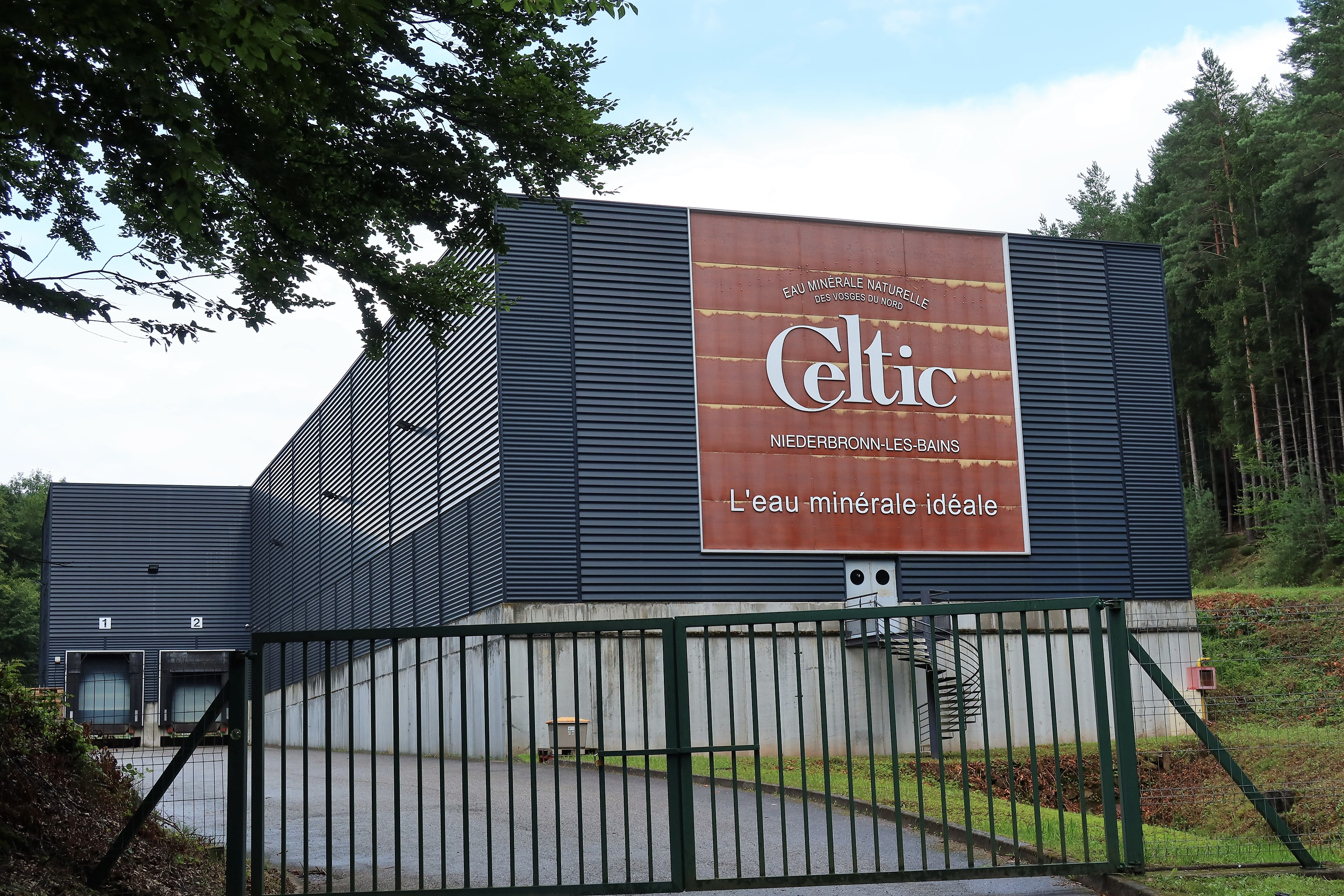
Mineralwasser Celtic Abfüllbetrieb

Sie positionierte sich auf günstiges Tafelwasser, kurze Zeit später begannen die großen Firmen wie Nestlé und Danone einen Preiskrieg, den die Gesellschaft nicht überlebte, sie musste Konkurs anmelden. Edouard Meckert, ein Unternehmer aus dem Elsass, der mehrere Firmen der Nahrungsmittelproduktion besitzt (Brezel, Kekse) übernahm die Firma, modernisierte die Produktion, z. B. durch die Einführung einer umweltfreundlichen Flasche und positionierte das Wasser als Mineralwasser mit höherem Preis. Dies war erfolgreich: 2017 setzte Celtic mit 19 Angestellten 3.433.500,00 Euro um. Mit Partnern aus dem Kosmetikgeschäft wurden entsprechende Produkte wie Seifen und Brumatiseur (Hautbefeuchter) entwickelt unter dem Namen Eau Minérale Celtic des Vosges du Nord.

## Verkehr
Die Gemeinde besitzt einen Bahnhof an der Bahnstrecke Haguenau–Falck-Hargarten, wobei die Züge des TER Grand Est heute in Niederbronn enden.

## Sport
In Niederbronn-les-Bains wurde von 2008 bis 2010 im Frühsommer die Challenge France (ein lizenzierter Ableger der Challenge Roth) ausgetragen – ein Triathlon über die Mitteldistanz. Etwa 1.200 Athleten aus allen Kontinenten der Welt stellen sich hier der Herausforderung über die Distanzen 1,9 km Schwimmen, 90 km Radfahren und 21,1 km Laufen.
Das Schwimmen über 1,9 km findet im etwa 19 km von Niederbronn entfernt liegenden See von Mouterhouse statt, das anschließende Radfahren im Naturpark der Nordvogesen.

## Persönlichkeiten

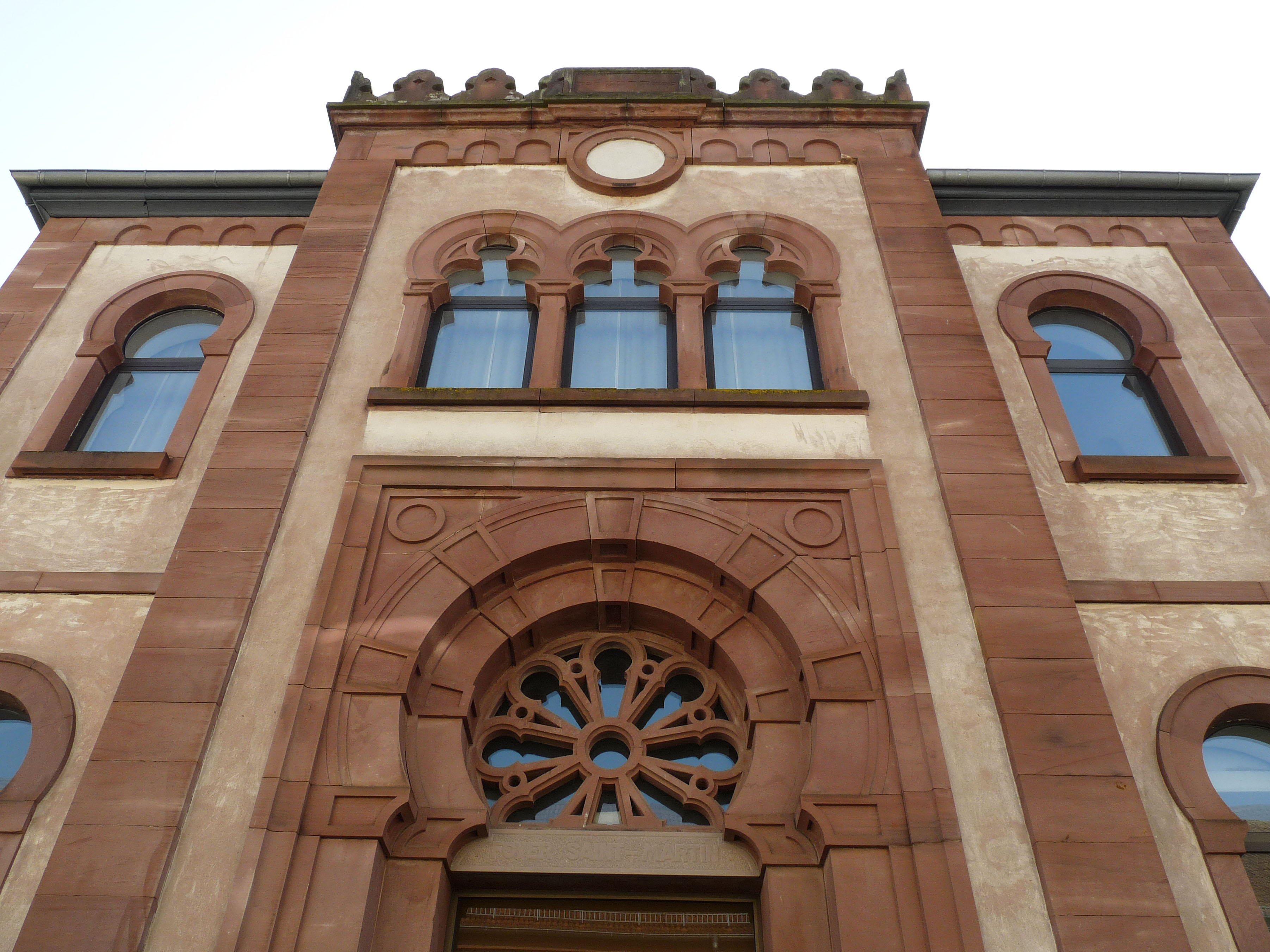
Alte Synagoge

- Elisabeth Alphonsa Maria Eppinger (1814–1867), Gründerin des Ordens der Schwestern vom Göttlichen Erlöser
- Franz Ludwig Fleck, auch François Louis Fleck (1824–1899), 100. Bischof von Metz (1886–1899)
- Eugène de Dietrich (1844–1918), Industrieller und Reichstagsabgeordneter
- Adolf Ury (1849–1915), Rabbiner und Landtagsabgeordneter
- Charles Matthis (1851–1929), Hotelier und Archäologe, Autor historischer Führer über Niederbronn[29]
- Ernst Münch, auch Ernest Munch (1859–1928), Organist und Chorleiter
- Hans Haug (1890–1965), Kunsthistoriker, Konservator und Direktor der Museen in Straßburg
- Suzanne de Dietrich (1891–1981), protestantische Theologin
- Albert Derichsweiler (1909–1997), hochrangiger Studentenfunktionär in der NS-Zeit, unter anderem Bundesführer des Nationalsozialistischen Deutschen Studentenbunds (NSDStB), nach dem Krieg Kommunal- und Landespolitiker der Deutschen Partei und der FDP.

## Gemeindepartnerschaften
Niederbronn-les-Bains unterhält seit 2001 partnerschaftliche Beziehungen zu Bad Schönborn.